# Tory Lane
Tory Lane (Fort Lauderdale, 30 settembre 1982) è un'attrice pornografica statunitense.

## Biografia
Inizia a 6 anni con la danza classica e dopo il diploma di scuola superiore si è laureata in economia al Broward Community College. Ha lavorato in vari locali come barista e cameriera e poi come spogliarellista in vari club della Florida.
La sua carriera pornografica comincia nel 2004 a seguito di un diverbio con la propria famiglia, portandola ad andarsene di casa; dopo aver partecipato ad alcuni video porno amatoriali, firma con la casa di produzione Bang Bros. Nel 2010 vince l'AVN Award for Best Group Sex Scene (film).
È stata poi scoperta dalla LA direct models, società di talenti dell'industria pornografica. La sua prima scena avviene nel film: The Young & The Raunchy. Nel 2014 ha partecipato alla prima edizione del talent show Brazzers House, dove ha raggiunto la finale. Nel 2017 è stata inserita nella Hall of Fame dagli AVN Awards.

## Filmografia

### Attrice
- 2 Hot To Handle 1 (2004)
- Angels of Debauchery 2 (2004)
- Big Mouthfuls 5 (2004)
- Blow Me Sandwich 5 (2004)
- Boy Meats Girl 1 (2004)
- Busty Beauties 13 (2004)
- Cumstains 5 (2004)
- Devil's Playground (2004)
- Double Teamed 4 (2004)
- Down the Hatch 14 (2004)
- Erotica XXX 8 (2004)
- Fine Ass Babes 2 (2004)
- Flip the Switch (2004)
- Foot Files (2004)
- Forgetting The Girl (2004)
- Funny Boners 3 (2004)
- Girl Crazy 4 (2004)
- Housekeeper (2004)
- Intensitivity 4 (2004)
- Mr. Pete Is Unleashed 2 (2004)
- Over Her Head (2004)
- Porn Star (2004)
- Riveted Rectums 2 (2004)
- Seductress (2004)
- Sorority Splash 2 (2004)
- Superwhores 3 (2004)
- Teen Dreams 8 (2004)
- Tight Wet Panties (2004)
- Undertow (2004)
- Wet Nurse (2004)
- Worship My Latina Ass 1 (2004)
- Young and the Raunchy (2004)
- Young and Thirsty (2004)
- Young Girls' Fantasies 8 (2004)
- $2 Bill (2005)
- Altered Assholes 3 (2005)
- Anal Addicts 20 (2005)
- Anal Cum Swappers 1 (2005)
- Anal Prostitutes On Video 3 (2005)
- Anal Xcess 1 (2005)
- Ass 4 Cash 3 (2005)
- Ass Breeder 1 (2005)
- Ass Wreckage 3 (2005)
- Asslicking Assault (2005)
- ATM City 2 (2005)
- Baby Face 2 (2005)
- Backseat Bangers 3 (2005)
- Bet Your Ass 3 (2005)
- Big Gulps 1 (2005)
- Big Tit Anal Whores 1 (2005)
- Bottoms Up (2005)
- Clash of the Asses (2005)
- College Dropouts 2 (2005)
- Corrupted (2005)
- Cum Buckets 2 (2005)
- Cum Swappers Incorporated (2005)
- Cumstains 6 (2005)
- Curse Eternal (2005)
- Deviant Tits (2005)
- Dez's Dirty Weekend 3: Dezert Storm (2005)
- Diary of a Face Sitter (2005)
- Different Point Of View (2005)
- Dirty Dykes (2005)
- Double D Divas (2005)
- Double D POV 1 (2005)
- Double Decker Sandwich 7 (2005)
- Double Dip-her 2 (2005)
- Dual Invasion 2 (2005)
- Elegant Angel Vault (2005)
- Fanta-Sin (2005)
- Feeding Frenzy 7 (2005)
- Finder's Keepers (2005)
- Four Finger Club 22 (2005)
- Fucking Whores (2005)
- Fuel Injected 3 (2005)
- Gag Me Then Fuck Me 1 (2005)
- Gag on This 1 (2005)
- Garbage Pail Girls 2 (2005)
- Getting Stoned 2 (2005)
- Girls Home Alone 27 (2005)
- Girls Suck 1 (2005)
- Gobble the Goop 2 (2005)
- Goo 4 Two 2 (2005)
- High Heels Fast Wheels (2005)
- Hook-ups 10 (2005)
- Hustler XXX 27 (2005)
- I Love Big Toys 1 (2005)
- In Your Face 1 (2005)
- Incumming 6 (2005)
- Jack's Playground 27 (2005)
- Jack's Teen America 11 (2005)
- Jack's Teen America 6 (2005)
- Juggies 3 (2005)
- Just Popped In (2005)
- Justine's Red Letters (2005)
- Lewd Conduct 24 (2005)
- Meat Holes 5 (2005)
- Mouth 2 Mouth 2 (2005)
- Nasty Girls (2005)
- Nina Hartley's Guide to G-spot Sex (2005)
- North Pole 57 (2005)
- Obsessions Of Avy Scott (2005)
- Oral Antics 2 (2005)
- Oral Antics 3 (2005)
- Outnumbered 3 (2005)
- Pass the Creme 1 (2005)
- Phat Ass Tits 2 (2005)
- Please Drill My Ass POV Style 2 (2005)
- POV Fantasy 1 (2005)
- Rough Interviews (2005)
- Rub My Muff 5 (2005)
- Second Thoughts (2005)
- Secrets of the Hollywood Madam 2 (2005)
- Service Animals 20 (2005)
- Shane's World 37: Country Girls (2005)
- Slut Puppies 1 (2005)
- Smokin' Blowjobs 2 (2005)
- Sodom 2 (2005)
- Sperm Swappers 1 (2005)
- Tastes Like Cum (2005)
- Teenage Dreamin' (2005)
- Tex-ass Hole Em (2005)
- Three's Cumpany (2005)
- Tight Wads (2005)
- Twisted Vision 2 (2005)
- Ty Endicott's Smokin' POV 5 (2005)
- University Of Austyn 1 (2005)
- Up Skirt Cam Girls (2005)
- Vaginal Neglect 2 (2005)
- Weapons of Ass Destruction 4 (2005)
- Wet Dreams Cum True 4 (2005)
- Wetter The Better 2 (2005)
- When Strangers Meet (2005)
- Worship This Bitch: Staci Thorn Edition (2005)
- Young Wet Bitches 1 (2005)
- Your Ass is Mine 1 (II) (2005)
- 2 on 1 24 (2006)
- About Face 3 (2006)
- All Amateur Video 24 (2006)
- American Bi 1 (2006)
- Anal Extremes 1 (2006)
- Anal Violation 2 (2006)
- Ass 2 Mouth 4 (2006)
- Ass Whores from Planet Squirt 2 (2006)
- Ass Worship 9 (2006)
- Asses of Face Destruction 1 (2006)
- Assploitations 6 (2006)
- Assploitations 7 (2006)
- Attention Whores 6 (2006)
- Belladonna: No Warning 2 (2006)
- Belladonna's Fucking Girls 3 (2006)
- Big Titty Christmas (2006)
- Bitch 3 (2006)
- Bitch Banging Bitch 1 (2006)
- Blown Away 2: I Can't Wait to Suck Your Cock (2006)
- Bodies in Heat (2006)
- Boob Bangers 3 (2006)
- Bra Bustin and Deep Thrustin (2006)
- Brittney's Lipstick Lesbians (2006)
- Butt Licking Anal Whores 3 (2006)
- Can You Hear Me Cumming (2006)
- Carmen's Dirty Secrets (2006)
- Chasey Reloaded (2006)
- Clusterfuck 5 (2006)
- Cravin' Anal (2006)
- Cream My Crack 3 (2006)
- Cum Drinkers 1 (2006)
- Cum Fart Cocktails 4 (2006)
- Cumstains 7 (2006)
- Custom Blowjobs (2006)
- Da Vagina Code (2006)
- Da Vinci Load 1 (2006)
- Decades (2006)
- Deeper 2 (2006)
- Dirty Little Secrets (2006)
- Disturbed 4 (2006)
- Double Fuck (2006)
- Double Shocker 3 (2006)
- Flesh Hunter 9 (2006)
- Fling (2006)
- Gag Factor 21 (2006)
- Gangbang Auditions 21 (2006)
- Girl Pirates 2 (2006)
- Girl Power (2006)
- Girls Suck 2 (2006)
- Good the Bad and the Slutty 1 (2006)
- Gossip (2006)
- Grand Theft Anal 9 (2006)
- Great Big Tits 2 (2006)
- Great Sexpectations (2006)
- Handjobs 17 (2006)
- Hellfire Sex 7 (2006)
- Her First Anal Sex 9 (2006)
- House of Anal (2006)
- House of Sin (2006)
- I Know You're Watching 5 (2006)
- I Love Lauren (2006)
- I Wanna Get Face Fucked 3 (2006)
- Illegal Ass 1 (2006)
- Insexts (2006)
- Intense Anal (2006)
- Irritable Bowel Syndrome 3 (2006)
- Jenna Does Carmen (2006)
- Jenna Haze Dark Side (2006)
- Land of the Amazons (2006)
- Lesbian Cheerleader Squad 4 (2006)
- Lewd Conduct 29 (2006)
- Liquid Gold 12 (2006)
- Load Sharing 1 (2006)
- Meat My Ass 4 (2006)
- Meet the Twins 1 (2006)
- Mobster's Ball 1 (2006)
- Mouth 2 Mouth 7 (2006)
- My Sister's Hot Friend 2 (2006)
- MyXXXPornSpace.com (2006)
- Nasty Universe 2 (2006)
- Natural Born Big Titties 1 (2006)
- Naughty Office 3 (2006)
- Nice Fuckin' Tits (2006)
- North Pole 60 (2006)
- Nurse This (2006)
- Nurseholes 1 (2006)
- Off Limits (2006)
- Oral Support (2006)
- Peter North's POV 14 (2006)
- Play With Me (2006)
- Playing Dirty (2006)
- Pole Position POV 2 (2006)
- POV Casting Couch 4 (2006)
- Pussy Playhouse 11 (2006)
- Quick Smoke (2006)
- Ravenous (2006)
- Reform School Girls 1 (2006)
- Rough and Ready 4 (2006)
- Rub My Muff 6 (2006)
- Secretary's Day 1 (2006)
- Service Animals 22 (2006)
- Sexual Freak 3: Shay Jordan (2006)
- Share My Cock 2 (2006)
- Share the Load 4 (2006)
- Slave Dolls 2 (2006)
- Sophia Revealed (2006)
- Sorority Splash 5 (2006)
- Spread 'Em Wide Open (2006)
- Strap Attack 5 (2006)
- Suck It Dry 2 (2006)
- Swallow Every Drop 4 (2006)
- Swallow The Leader 4 (2006)
- Taboo: Fantasy Fetish (2006)
- Taboo: Love Hurts (2006)
- Tanya's Lipstick Lesbians (2006)
- Tappin' That Ass 3 (2006)
- Tear Jerkers 2 (2006)
- Top Guns 5 (2006)
- Top Notch Bitches 5 (2006)
- Tryst (2006)
- Twisted as Fuck (2006)
- Un-natural Sex 19 (2006)
- Up My Ass 1 (2006)
- Up'r Class 4 (2006)
- Violation of Tory Lane (2006)
- What Gets You Off 3 (2006)
- A List 2 (2007)
- Alphabet (2007)
- Always on Fire (2007)
- American Daydreams 5 (2007)
- Anal Hell 1 (2007)
- Anal Sex Movie (2007)
- Ass Brand New 5 (2007)
- Asses of Face Destruction 2 (2007)
- Assploitations 8 (2007)
- Assploitations 9 (2007)
- Asspocalypto (2007)
- Bad 2 the Bone (2007)
- Bend Over and Say Ahhhh Again (2007)
- Best of Lewd Conduct (2007)
- Big Wet Asses 10 (2007)
- Bubblegum Cuties 1 (2007)
- Busty Beauties 23 (2007)
- Busty Beauties: More Than A Handful 2 (2007)
- Busty Solos 1 (2007)
- Butt Junkies 3 (2007)
- Cum In My Ass Not In My Mouth 5 (2007)
- DeMentia 5 (2007)
- First Person Shooter (2007)
- Fishnets 6 (2007)
- Flesh Hunter 10 (2007)
- Girls on Film Solo Edition 1 (2007)
- Girlvana 3 (2007)
- Hotter Than Hell 1 (2007)
- Hustler Hardcore Vault 8 (2007)
- I Love Black Dick 4 (2007)
- I Love Tory (2007)
- Icon (2007)
- In My Butt (2007)
- In Your Face 3 (2007)
- Jesse in Pink (2007)
- Lesbian Recruiters 12 (2007)
- Licensed to Blow 2 (2007)
- Liquid Gold 14 (2007)
- Meat My Ass 6 (2007)
- Meat My Ass 7 (2007)
- Meat My Ass 8 (2007)
- Meat My Ass 9 (2007)
- Missy Monroe's Private Collection (2007)
- Munch Box (2007)
- Operation: Desert Stormy (2007)
- Outkast (2007)
- Pink Paradise 3 (2007)
- Porn Fidelity 7 (2007)
- Predator 1 (2007)
- Pussy Cats 1 (2007)
- Pussy Lickers Paradise 1 (2007)
- Rub My Muff 13 (2007)
- Sick Chixxx (2007)
- Slime Ballin' 2 (2007)
- Strap-On Addicts 3 (2007)
- Taboo: Maximum Perversions (2007)
- Teen MILF 1 (2007)
- They're All Whores (2007)
- Tit For Tat (2007)
- Tit Worship 1 (2007)
- Tory Lane's Bitches (2007)
- Tug Jobs 10 (2007)
- Uniform Behavior (2007)
- Un-Natural Sex 20 (2007)
- Valley Whores 2 (2007)
- Wild Cherries 4 (2007)
- World Cups (2007)
- X Cuts: Dream Teens (2007)
- 59 Seconds (2008)
- A Sperm-Load A Day 2 (2008)
- All About Me 2 (2008)
- All Alone 4 (2008)
- All Anal All the Time (2008)
- Anal Abuse 1 (2008)
- Anal Acrobats 3 (2008)
- Anally Yours... Love, Brooke Haven (2008)
- Anally Yours... Love, Hillary Scott (2008)
- Anally Yours... Love, Maya Hills (2008)
- Angels of Mayhem (2008)
- Ass to Heels 3 (2008)
- Ass Traffic (2008)
- Audrey Hollander Goes On Ass Baseball Tour (2008)
- Bachelor Party Fuckfest 7 (2008)
- Best of Tory Lane (2008)
- Big Butts Like It Big 1 (2008)
- Big Tits at School 4 (2008)
- Big Tits at Work 2 (2008)
- Biker Dollz 1 (2008)
- Bitchcraft 5 (2008)
- Coed Whores (2008)
- Cry Wolf (2008)
- Double Vision 2 (2008)
- Ear Cum (2008)
- In Your Face (2008)
- Internal Damnation 2 (2008)
- Jules Jordan's Ass Stretchers POV 1 (2008)
- Lesbians Love Sex 1 (2008)
- Little Runaway 2 (2008)
- Load Warriors 1 (2008)
- Milk Jugs (2008)
- Naughty Office 14 (2008)
- Only in Your Dreams 2 (2008)
- Pirates of the Sex Sea (2008)
- POV Blowjobs 1 (2008)
- Pretty As They Cum 1 (2008)
- Sexy Bitch (2008)
- Sodom 4 (2008)
- Sperm Banks 6 (2008)
- Squirt in My Gape 3 (2008)
- Sweet Cream Pies 5 (2008)
- Virtual Vivid Girls: The Love Twins (2008)
- Watch Your Back 1 (2008)
- 2040 (2009)
- Bad News Bitches 4 (2009)
- Banging Bitches (2009)
- Best of Incumming (2009)
- Big Butts Like It Big 4 (2009)
- Big Dick Gloryholes 2 (2009)
- Big Tits Boss 6 (2009)
- Breast Worship 2 (2009)
- Cumstains 10 (2009)
- Dangerous Dykes (2009)
- Dirty Blondes (2009)
- Do Me Right 3 (2009)
- Double Tapped (2009)
- Double The Pussy (2009)
- Erotic Enchantment (2009)
- Fantastic Fucks (2009)
- Foot Tuggers (2009)
- Fuck a Fan 1 (2009)
- Fuck Me Like You Hate Me (2009)
- Fuck Me Like You Hate Me 1 (2009)
- Fuck Team 5 3 (2009)
- Fuck Team 5 4 (2009)
- Girls Hunting Girls 20 (2009)
- Grand Theft Orgy 2 (2009)
- Heavy Metal 7 (2009)
- Hot Lesbo Action (2009)
- Housewife 1 on 1 14 (2009)
- Lesbian Sex Parties (2009)
- Lesbians Love Sex 4 (2009)
- Let's Get Physical (2009)
- More Than An Ass Full (2009)
- Naughty America: 4 Her 5 (2009)
- Never Say Never (2009)
- Oil Overload 3 (2009)
- Oral Olympics: Blo For The Gold (2009)
- Pigtails and Big Tits 4 (2009)
- Pornstar Athletics 1 (2009)
- Pornstar Athletics 2 (2009)
- Pretty Filth (2009)
- Sex Files: A Dark XXX Parody (2009)
- Shameless Amateurs 2 (2009)
- Tinkle Time 3 (2009)
- Titty Sweat 1 (2009)
- University Gang Bang 2 (2009)
- Up That White Ass 1 (2009)
- Violate Me (2009)
- Whore Training: Learning the Ropes (2009)
- Anal Size My Mom (2010)
- Anal Size My Wife 1 (2010)
- Ass Traffic 2 (2010)
- Assterpiece Theatre 2 (2010)
- BatFXXX: Dark Knight Parody (2010)
- Belladonna: No Warning 5 (2010)
- Best of Head (2010)
- Big Breast Nurses 4 (2010)
- Big Fucking Assholes 2 (2010)
- Big Tit Perverts (2010)
- Booby Prize (2010)
- Bossy MILFs 3 (2010)
- Busty Bartenders (2010)
- Clusterfuck 7 (2010)
- Condemned (2010)
- Crazy For Cock (2010)
- Double Penetration Tryouts 11 (2010)
- Housewives Gone Black 11 (2010)
- Letter A Is For Asshole (2010)
- Live Gonzo 1 (2010)
- Lust (2010)
- Manhandled (2010)
- Massive Facials 2 (2010)
- My Ass in Action 2 (2010)
- My Dirty Angels 19 (2010)
- My Mom's a Whore (2010)
- My Wife's Hot Friend 6 (2010)
- Naughty Country Girls 2 (2010)
- Naughty Nurses (2010)
- Pretty Sloppy 3 (2010)
- Pretty Thing I Can't Believe You Are Doing Porn (2010)
- Private Gold 107: Cheating Hollywood Wives (2010)
- Rocco's Psycho Love 2 (2010)
- Sandra Buttocks And Jesse Janes Scandal (2010)
- Speed (2010)
- Strap-On Sunny (2010)
- Sunny Leone Loves HD Porn 2 (2010)
- Tales From The Gloryhole (2010)
- Touch Me Tease Me (2010)
- Wham Bam 1 (2010)
- What An Asshole (2010)
- Who's Your Momma 3 (2010)
- Wicked Games (2010)
- Best of Tory Lane (2011)
- Big Tits in Uniform 5 (2011)
- Brat Bitch Cock Control 3 (2011)
- Cream on My Black Pop 7 (2011)
- Cuckold Club 1 (2011)
- Femdom Ass Worship 10 (2011)
- Hot And Mean 2 (2011)
- Hot And Mean 3 (2011)
- In the VIP 7 (2011)
- In Your Dreams (2011)
- Legendary Angels (2011)
- Mommies Gone Bad (2011)
- Nacho Invades America 1 (2011)
- Pump That Rump 3 (2011)
- Solo Sweethearts 1 (2011)
- Spunkmouth 6 (2011)
- Super Anal Cougars 1 (2011)
- Superstar Showdown 3: Courtney Cummz vs. Bree Olson (2011)
- Taboo: Treat Me Like A Whore (2011)
- Tales from the Hard Side (2011)
- This Ain't Cougar Town XXX (2011)
- Triple Trouble 2 (2011)
- Vivid's 102 Cum Shots (2011)
- You Think You Can PSP Me? Prove It! (2011)
- Ample D's (2012)
- Anal Boot Camp (2012)
- Anal Invitation (2012)
- Anal Occupation (2012)
- Anal Threesomes (2012)
- Banned in Boston (2012)
- Big Ass Anal Wreckage (2012)
- Big Dicks Cougar Digs (2012)
- Blow Bang Theory (2012)
- Brother Load 3 (2012)
- Bush League (2012)
- Choke On My Cock (2012)
- Cougars, Kittens And Cock 2 (2012)
- Doctor Adventures.com 13 (2012)
- Eva Angelina Is Cumming on Demand (2012)
- Fire Crotch Cuties (2012)
- Fluffers 13 (2012)
- Fuck Team 5 18 (2012)
- Gang Affiliated (2012)
- Hard Core Tory (2012)
- Home Affairs (2012)
- It Takes 2 Cocks To Fill Me Up (2012)
- It's a Girl Thing 2 (2012)
- Mr. Anal (2012)
- Muffin Tops (2012)
- Nacho Invades America 2 (2012)
- Naughty Nannies (2012)
- Please Screw My Ass (2012)
- Pornstar Power 1 (2012)
- Pornstars Punishment 6 (2012)
- Spread Her Gaping Ass (2012)
- Squirtamania 29 (2012)
- Squirtamania 31 (2012)
- Titterific 17 (2012)
- Tuna Helper (2012)
- 2 Chicks Same Time 14 (2013)
- Anal Boot Camp 2 (2013)
- Anal Perverts (2013)
- Big Tits At Work 20 (2013)
- Blowjob Winner 15 (2013)
- Boom 2 (2013)
- Courtney Cummz: Goo Gobblers (2013)
- Everybody Loves Big Boobies 8 (2013)
- Facesitting Tales 2 (2013)
- Filthy Backdoor MILTFs (2013)
- Fuck a Fan 19 (2013)
- Great American Slut Off 2 (2013)
- Handjob Winner 16 (2013)
- Holes of Glory 2 (2013)
- Jizz Junkies 2 (2013)
- Lets Both Seduce My Dad (2013)
- More Poles Than Holes 3 (2013)
- My Girlfriend's Busty Friend 5 (2013)
- My Wife Loves Black Cock (2013)
- Prime Cuts: Double Decker Sandwich (2013)
- Rear Delivery (2013)
- Sexual Desires Of Tory Lane (2013)
- Squirt Machines 2 (2013)
- Tory Lane: Cock Star (2013)
- Unplanned Orgies 18 (2013)
- Vivid's Award Winners: Best Orgy Sex Scene (2013)
- Weird Strange and Ugly 2 (2013)
- White Mommas 4 (2013)
- Backroom Facials 9 (2014)
- Besties 2 (2014)
- Buns of Anarchy (2014)
- Corset Fantasies (2014)
- Crazy For Boobs (2014)
- Cum Crossfire (2014)
- Double Teamed Teens (2014)
- Ebony and Ivory 2 (2014)
- Flooding My Inbox (2014)
- Interracial Angels (2014)
- Lesbians In Lust (2014)
- Love Doctor (2014)
- Mean Bitches POV 7 (2014)
- My First Big Cock (2014)
- My Sister's Sexcapades 2 (2014)
- Rookie Swingers 3 (2014)
- Watch Me Diddle My Pussy (2014)
- When Pornstars Attack (2014)
- Young and Top Heavy (2014)

### Regista
- Assploitations 7 (2006)
- Assploitations 8 (2007)
- Assploitations 9 (2007)
- I Love Black Dick 4 (2007)
- Tory Lane's Bitches (2007)
- Angels of Mayhem (2008)
- Ass Traffic (2008)

## Riconoscimenti
- AVN Awards
  - 2009 – Best POV Sex Scene con Katja Kassin e Erik Everhard per Double Vision 2[4]
  - 2010 – Best Group Sex Scene per 2040 con Jessica Drake, Kirsten Price, Alektra Blue, Mikayla Mendez, Kaylani Lei, Jayden Jaymes, Kayla Carrera, Randy Spears, Brad Armstrong, Rocco Reed, Marcus London, Mick Blue And T.J. Cummings[5]
  - 2017 – Hall Of Fame - Video Branch[6]